# Christina Garsten
Christina Garsten, född 28 januari 1962 i Mora i Dalarna, är en svensk socialantropolog och professor i socialantropologi.

## Biografi
Garsten disputerade 1994 i socialantropologi vid Stockholms universitet med avhandlingen Apple World: Core and Periphery in a Transnational Organizational Culture. Garsten blev professor vid Stockholms universitet 2008. Sedan 2011 är hon ordförande för Stockholm Centre for Organizational Research (SCORE) och sedan 2018 Principal och Permanent Fellow vid Swedish Collegium for Advanced Study. Mellan 2013 och 2015 var Garsten Professor of Globalization and Organization vid Copenhagen Business School i Köpenhamn. Hon har varit verksam som gästprofessor vid Georgetown University, ESCP Paris och Centre de Sociologie des Organisations (Sciences Po) samt gästforskare vid Stanford University, London School of Economics and Political Science, École des Hautes Études en Sciences Sociales, University of Cambridge, European University Institute, Copenhagen Business School (CBS) and University of Leeds.